# Kailasatempel

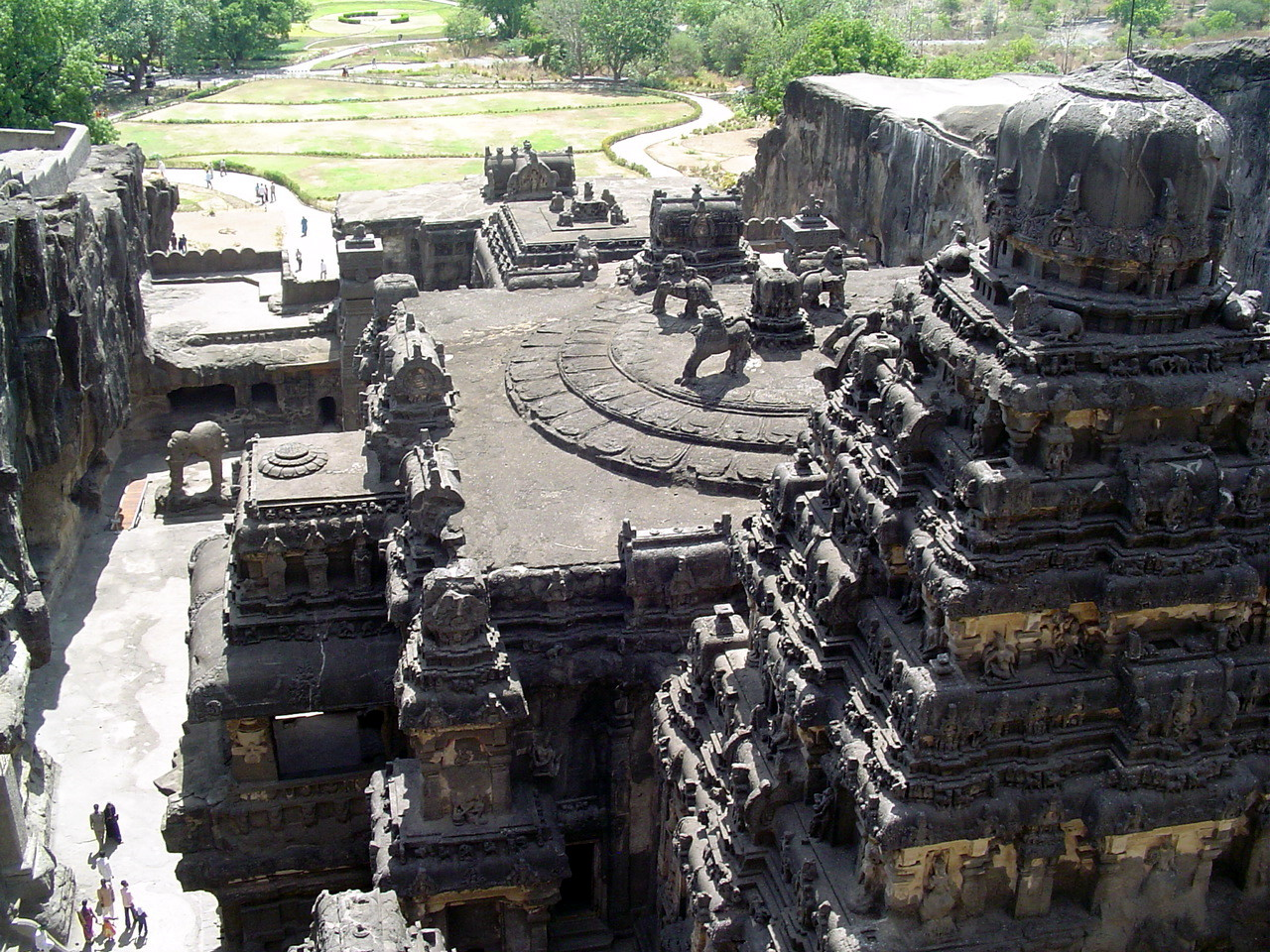
De Kailasatempel in Ellora

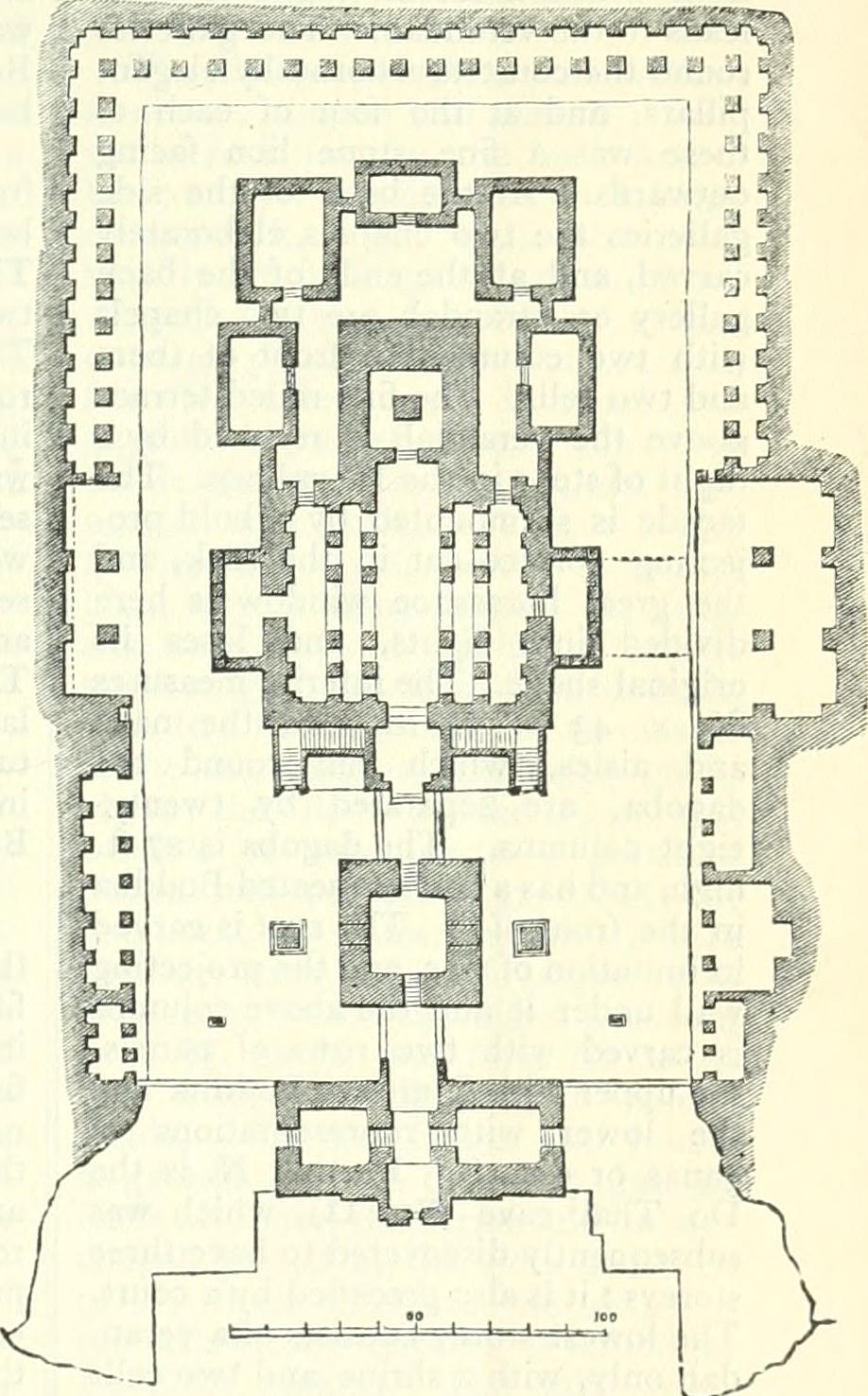
Plattegrond van de tempel

De Kailashatempel (Kailasa, Kailashanatha, Kailasanatha) is de grootste uit de rotsen gehouwen hindoetempel van de Elloragrotten, in het district Aurangabad in Maharashtra, India.
De tempel is een megaliet, gehouwen uit de vooraanzijde van een steile rots en wordt door haar omvang, architectuur en beeldhouwwerk beschouwd als de 'opmerkelijkste rotstempel in de wereld', en het 'hoogtepunt van de rotshouw-fase van de Indiase architectuur'. 
De top van de bovenste structuur van het heiligdom steekt 32,6 m uit boven het niveau van het hof beneden. Volgens archeologen is de hele tempel gehouwen uit één rots. 
De Kailasatempel (grot 16) is de grootste van de 34 boeddhistische, jaina- en hindoe-rotstempels en kloosters die samen bekend staan als de Elloragrotten, over meer dan 2 km langs de aflopende basalten klif van de site. Het grootste gedeelte van het uithouwen van de tempel wordt in het algemeen toegeschreven aan de 8e-eeuwse Rashtrakuta-koning Krishna I (regering ca. 756-773), en enkele elementen zijn later voltooid. De tempel architectuur laat sporen zien van de Pallava- en Chalukya-stijlen. 
De tempel heeft een aantal reliëfs en vrijstaande beelden, in schaal gelijk aan de architectuur. Van de schilderingen, die ze oorspronkelijk bedekten, zijn er slechts sporen over.